# Hertig av Cornwall

Hertigens av Cornwall baner.

Hertig av Cornwall (engelska: Duke of Cornwall) är ett pärskap som per automatik tillfaller den brittiska monarkens äldste son (innan 1707 den engelska monarken). Det är den allra äldsta hertigtiteln i England och hela Storbritannien och instiftades genom ett kungligt brev, utfärdat år 1337 av kung Edvard III, som alltjämt äger laga kraft.
Det till titeln tillhörande Hertigdömet (engelska: Duchy of Cornwall) har äganderätt till över 7 000 hektar mark i Cornwall, bland annat kustområden (inklusive stora delar av Scillyöarna) och skogar som Greenscombe Woods, totalt värt cirka 1 miljard pund. I ägandet ingår även stora landområden i övriga England och Wales, framför allt Devon och Somerset.
Den nuvarande hertigen av Cornwall är prins William. Han är den 25:e hertigen, och efterträdde sin far när denne blev kung Charles III.